# Австралия
Вижте пояснителната страница за други значения на Австралия.
Австралия (на английски: Australia, МФА:[əˈstreɪljə]; от латински: austrālis – „южен“), официална форма – Австралийски съю́з или Общност на Австралия (на английски: Commonwealth of Australia), е шестата по големина държава в света и единствената, която заема цял континент – Австралия. Тя е разположена в южното полукълбо и е най-голямата страна в Австралазия. Австралия включва остров Тасмания, който е австралийски щат, и множество по-малки острови в Индийския и Тихия океан. Съседните страни на Австралия са Нова Зеландия на югоизток и Индонезия, Папуа Нова Гвинея и Източен Тимор на север и Соломонови острови, Вануату и Нова Каледония на североизток. Името „Австралия“ идва от латинската фраза terra australis incognita (тера аустралис инкогнита), което значи непозната южна земя.
Най-малко 40 хил. години преди откриването от европейците в края на XVIII век, Австралия е била обитавана от коренните австралийци, които принадлежали към повече от 250 езикови групи. Континентът е открит от нидерландски изследователи през 1606 г. През 1770 г. източната му половина е обявена за владение на Великобритания. Първоначално на 7 февруари 1788 г. е основана колонията Нов Южен Уелс, заселвана със затворници. Постепенно населението нараства и през следващите десетилетия континентът е изследван напълно. Създадени са още пет самоуправляващи се колонии.
На 1 януари 1901 г. шестте колонии стават федерация и е създаден Австралийският съюз. Австралия поддържа стабилна либерална демократична политическа система в Общността на нациите. Населението на страната към 2010 г. е 22 милиона души, като около 60% е концентрирано във и около столицата Канбера и големите градове Сидни, Мелбърн, Брисбейн, Пърт и Аделаида.
Австралия е просперираща развита държава, тринадесетата по големина икономика в света. Страната се нарежда на високо ниво в степента на човешко развитие, качеството на живот, здравеопазване, продължителност на живота, общественото образование, икономическата свобода и защитата на гражданските свободи и политически права. Австралия е член на Организацията на обединените нации, Г-20, Общността на нациите, ANZUS, ОИСР, APEC, Форума на тихоокеанските острови и на Световната търговска организация.

## Наименование
Наименованието на Австралия идва от латинското australis, „южен“. Легендите в Европа за Terra Australis Incognita, „непозната южна земя“, съществуват още от римско време и са широко разпространени през Средновековието, макар че не се основават на конкретни знания.
След откриването на континента Австралия той започва често да бъде наричан Terra Australis. Първото документирано използване на думата Australia на английски език е от 1625 г. в бележка, отнасяща се за Australia del Espíritu Santo, един от островите на Вануату. В документи на Нидерландската източноиндийска компания от 1638 г. се използва прилагателното Australische. До края на XVIII век, когато придобива днешното си значение, наименованието Австралия се използва в по-широк смисъл и често обхваща всички острови в Южния Тихи океан. През този период най-често използваното име на континента е Нова Холандия.
Името Австралия е популяризирано от британския изследовател Матю Флиндърс, който настоява за официалното му приемане още от 1804 г. В своя книга от 1814 г. по настояване на издателя той използва по-разпространеното име Terra Australis, но в бележка под линия отбелязва: „Ако бих си позволил някаква промяна на първоначалния термин, това би било преобразуването му в Австралия; тъй като е по-приятен за ухото и наподобява имената на другите големи части от земята.“ През следващото десетилетие наименованието постепенно се налага. Лаклан Маккуори, губернатор на Нов Южен Уелс, използва името в своята кореспонденция с метрополията и на 12 декември 1817 г. препоръчва на Колониалната служба то да бъде официално утвърдено. През 1824 г. британското Адмиралтейство приема, че континентът официално ще се нарича Австралия.

## География
Австралия е разположена изцяло в южното полукълбо и на изток от Гринуичкия меридиан. Страната е разположена на целия континент Австралия. Пресечена е и от Южната тропична окръжност (Тропика на козирога). Площта на страната е 7 692 024 km².
На север Австралия се доближава до Азия чрез Малайския архипелаг. На север са разположени полуостров Йорк и заливът Карпентерия. Чрез Торесовия проток Австралия е отделена от остров Нова Гвинея. Арафурско и Тиморско море мият северните брегове на Австралия. На запад и на юг е Индийският океан, който също докосва бреговете на Австралия. На юг са разположени Големият Австралийски залив и Басовият проток, който отделя Австралия от остров Тасмания. Източните брегове се мият от Коралово и Тасманово море, които са част от Тихия океан. Големият бариерен риф също се намира на изток.
Западната част на Австралия е платовидна, средната част е равнинна, а източната е планинска. Най-високият ѝ връх е Косцюшко (2228 m), разположен в Австралийските Алпи. Голямата вододелна планина се състои от множество високи плата и ниски планини и се простира до източната част на Австралия. Защитава безводната централна част на страната от дъждоносните облаци, които се носят от Тихия океан. През зимата високите върхове се покриват със сняг и са удобни за ски.
В Австралия има много пустини – голямата пустиня Виктория, Голямата пясъчна пустиня, пустинята Гибсън, пустинята Танами, пустинята Симпсън. Всички пустини са разположени в западната и централна част на Австралия.
Единствената голяма река в Австралия е Мъри с притока си Дарлинг. Мъри извира от голямата вододелна планина и се влива в Индийския океан. Реката има голямо значение за хората, живеещи в тази област, затова я наричат Австралийския Нил. Другите реки са малки и пресъхващи, поради горещия и сух климат. В централна Австралия се намира езерото Еър, което е разположено в депресия, достигаща до 12 m под морското равнище.
Климатът в Северна Австралия е субекваториален, с дъждовен и сух сезон и високи температури през цялата година. В централната част климатът е пустинен. Субтропичният пояс е в Южна Австралия, а в южната част на остров Тасмания, поради охлаждащия ефект на Антарктическото течение, климатът е умерен.
| температура   | яну | фев | мар | апр | май | юни | юли | авг | сеп | окт | ное | дек |
| ------------- | --- | --- | --- | --- | --- | --- | --- | --- | --- | --- | --- | --- |
| минимална,°С  | 20  | 20  | 18  | 15  | 13  | 10  | 9   | 10  | 12  | 14  | 16  | 18  |
| максимална,°С | 26  | 26  | 25  | 23  | 20  | 18  | 17  | 18  | 20  | 22  | 23  | 25  |

## История

### Ранна история
Първите обитатели на Австралия били аборигени, които се заселили през Малайския архипелаг преди повече от 40 000 години. Там може би е имало между половин и един милион аборигени по време на европейската колонизация. Аборигените били разделени на близо 500 племена. Днес в Австралия живеят около 350 000 аборигени.

### Колониален период
Холандски, португалски и испански кораби забелязали Австралия през XVII век. Холандските кораби акостирали в залива на Карпентерия през 1606 г. През 1616 г. земята получила името „Нова Холандия“. Основната причина, която довежда до откриването на Австралия, е търсенето на морски път за Индия и Китай. Откриването на Австралия принадлежи на холандския мореплавател Вилем Янц (Янсон), който през 1606 г. прониква до ниското пустинно крайбрежие на австралийския залив Карпентерия. Голямо значение за опознаването на Австралия има знаменитата експедиция на холандския мореплавател Абел Тасман (1642 – 1643). Изпълнявайки задачата да се изясни положението на предполагаемата „Южна земя“, Тасман обиколил от юг континента. Той открил остров Тасмания (по-късно наречен на негово име), но не установил, че земята е остров. Проучването и опознаването на Австралия се преустановило за повече от век – през време на войните на Холандия с Англия и Франция. През 1768 г. започва експедицията на Джеймс Кук, който изследвал източното крайбрежие на Австралия. В резултат на неговите изследвания окончателно била разсеяна легендата за съществуването на голям южен континент. В края на XVIII и началото на XIX век се проучват вътрешните части на Австралия. Голямо значение в тази насока имат експедициите на Томас Мичъл (1831 – 1846), който изследвал областта на днешния щат Виктория. С изследването на Юга се заел Едуърд Еър (1839 – 1841). Целият XIX век е изпълнен с експедиции, които значително опознали континента. По-важни изследователи на Австралия са Лайхард, Бурке, Стюърт, Флиндърс, Хан и др. През 70-те години на XIX век в Австралия живял и работил големият руски пътешественик и учен Н. Н. Миклухо-Маклай.
През 1770 г. на източния бряг на Австралия пуска котва английският мореплавател Джеймс Кук. След като САЩ обявява независимостта си, Великобритания вече няма къде да изолира престъпниците си и затова решава да изпраща осъдените далеч в Тихия океан. Първият кораб с 1500 осъдени пристига в Австралия през 1788 г. Оттогава започва изтласкването на местното население от плодородните земи към недружелюбните територии на страната. Свободни заселници и бивши затворници основали шест колонии: Нов Южен Уелс през 1786 г., Тасмания през 1825 г., Западна Австралия през 1829 г., Южна Австралия през 1834 г., Виктория през 1851 г. и Куинсланд през 1859 г.
Откриването на злато през 1851 г. води до преселването на много хора на австралийския континент. Така започва бързото изграждане на градове като Сидни, Мелбърн и Хобарт. По време на Втората световна война Австралия престава да бъде изолирана и влиза във войната срещу Япония, заедно със съюзниците от Запада.
Много от заселниците били трескаво привлечени от златото. Ферми за овце и зърно скоро прераснали във важни икономически предприятия.

### Австралийски съюз
Шестте колонии станали щати и през 1901 г. се федерирали в Австралийски съюз с конституция, която обединява британските парламентарни и американските федеративни традиции. Затова Австралия получава либерално законодателство: свободно задължително образование, защитаване на търговския юнионизъм с индустриално помирение и арбитраж, тайно гласуване, право на жените да гласуват, отпуски по майчинство, пенсиониране по болест и по старост.
Австралия воювала заедно с Великобритания през Първата световна война като част от австралийския и новозеландски армейски корпус (ANZAC). В резултат на участието на Австралия във Втората световна война тя се доближава повече към Америка. Парламентарната сила през втората половина на XX век се сменя между три партии: Австралийската работническа, Либералната и Националната партии. Австралия омекотява закона за селективната имиграция през 1960 г. и 1970 г., което било в интерес на северните европейци. Оттогава насам около 40% от емигрантите идват от Азия, разнообразявайки населението, което било предимно от Англия и Ирландия.

## Демографски показатели

### Население
Почти 90% от 25-милионното население на Австралия е с европейски произход. Поколения наред основният поток от имигранти е съставен от англичани и ирландци. Преброяването от 2006 г. показва, че 37,13% от запитаните определят себе си като австралийци, 31,65% посочват английски произход, следвани от 9,08% с ирландски корени и 7,56% с шотландски. Италианците съставляват 4,29%, немците – 4,09%, китайците – 3,37, а гърците са 1,84%.
Населението на Австралия се е увеличило четворно от края на Първата световна война, основно благодарение на амбициозната имиграционна политика, провеждана от местното правителство. Между 1945 и 2000 г. около 5,9 милиона души се заселват в Австралия, което означава, че на всеки седем австралийци двама са родени в друга държава. С намалението на имигрантската квота от 280 хиляди на 180 хиляди федералното правителство очаква към 2050 г. страната да е с население от 36 милиона души.
Към 2001 г. 23,1% от всички австралийци са родени в друга държава; петте най-големи имигрантски групи са от Великобритания, Нова Зеландия, Италия, Виетнам и Китай. С отмяната през 1973 г. на политиката Бяла Австралия се предприемат редица инициативи за създаването на расов баланс, базиран на социалната политика на мултикултурализма. За пример, през 2005 г. в Австралия са пристигнали 131 хиляди души, като съществена част от тях са от Азия и Океания. През последните десет години правителството си поставя като минимална квота за прием около 144 хиляди души; това не пречи през 2008 г. да бъде обявена рекордната квота от 300 хиляди нови имигранти.
Преброяването от 2001 г. показва, че аборигените и жителите на островите Торески пролив наброяват около 410 000 души или 2,2% от населението на Австралия. Това е съществено увеличение спрямо преброяването от 1976 г., когато местното население е било 115 953 души. След като са взети предвид определени фактори, които биха затруднили точното преброяването на коренното население, Австралийската статистическа служба счита, че към 2001 г. в страната живеят 460 140 представители на местните народи или 2,4% от всички австралийци. Според статистическите прогнози към 2010 г. аборигените ще представляват 2,7% от населението на Австралия или около 550 хиляди души.
По подобие на други развити държави, населението на Австралия е в процес на застаряване, а броят на хората в работоспособна възраст намалява с всяка измината година. Към 2004 г. средната възраст в национален мащаб е 38,8 години. През 2003 г. 759 847 австралийци са живеели извън Австралия, като 25% от тях са във Великобритания, около 30% в САЩ и Канада, 15% са в Нидерландия, а останалите са в Нова Зеландия, Азия и други части на Европа.
Населението е неравномерно разпределено, като на 1/5 от площта на страната живеят 2/3 от всички австралийци. Най-гъсто населен е районът на Източното крайбрежие. Повече от 50% от населението на Австралия живее в петте най-големи метрополни региона.
| Име                     | Щат                       | Население |
| ----------------------- | ------------------------- | --------- |
| Сидни                   | Нов Южен Уелс             | 4 504 469 |
| Мелбърн                 | Виктория                  | 3 995 537 |
| Бризбейн                | Куинсланд                 | 2 004 262 |
| Пърт                    | Западна Австралия         | 1 658 992 |
| Аделейд                 | Южна Австралия            | 1 187 466 |
| Гоулд Коуст – Туйд Хедс | Куинсланд – Нов Южен Уелс | 577 977   |
| Нюкасъл                 | Нови Южен Уелс            | 540 796   |

### Език
Въпреки че в Австралия няма официален език, английският език е толкова широко разпространен и използван, че той на практика се приема за национален. Австралийският английски споделя множество сходства с британския английски, но лесно може да бъде различѐн благодарение на отчетливия акцент, допълнителен речников фонд и някои правописни и граматически разминавания. Според преброяването от 2006 г. английският език е единственият говорен език в 79% от всички домакинства в страната. Следващите най-говорени езици в домашна среда са италианският, гръцкият и кантонският; значителна част от имигрантите първо и второ поколение в страната владеят най-малко два езика.
Когато австралийският континент е открит от европейците, аборигенното население е говорело между 200 и 300 различни аборигенни езика, но с годините те са се стопили до около 70. Голяма част от местните езици се владеят единствено от възрастните хора; едва 18 местни езика все още се говорят от представители на всички възрасти. При преброяването от 2006 г. 12% от всички аборигени са посочили, че в домашна обстановка говорят на някой от аборигенните езици. Австралия има разработен собствен език на глухонемите, който се нарича ауслан (Auslan).

### Религия
Австралия няма официална религия. При преброяването от 2006 г. 64% от всички австралийци са се определили като християни (26% католици, 19% протестанти и 19% англикани). Православните християни представляват 2,7% от вярващите в Австралия или около 545 хиляди души. Около 19% от запитаните са посочили, че не изповядват никаква религия (атеисти, агностици, хуманисти, рационалисти). Групата на нерелигиозните е най-бързо растящата в страната. Още около 12% не са посочили или са отказали да дадат отговор в графата религия.
Най-голямата нехристиянска деноминация е будистката с около 2,1% последователи сред австралийците. Ислямът се изповядва от 1,7% от запитаните, следван от 0,8% хиндуисти и 0,5% юдаисти. Приблизително 6% от вярващите не се свързват с християнската религия. През 2004 г. средната седмична посещаемост на църквите е възлизала на 1,5 милиона души или около 7,5% от населението. В Австралия религията няма определяща роля в ежедневието на повечето хора и не се ползва с особена социална тежест.

## Държавно устройство
Австралия е парламентарна монархия. До началото на XX век Австралийският съюз е колония на Великобритания. Страната получава независимост през 1931 г.
През 1999 г. се провежда допитване (референдум) за държавното ѝ устройство и управлението. Австралийците избират да останат в състава на Общността на нациите (Британската общност). Държавен глава е кралят на Австралия. Той назначава избрания от парламента генерал-губернатор. По форма на вътрешно държавно устройство Австралийският съюз е федерална държава. Установена е демократична форма.

### Административно деление
В Австралия има шест щата – Нов Южен Уелс, Куинсланд, Южна Австралия, Тасмания, Виктория и Западна Австралия, и две континентални територии – Северна територия и Австралийска столична територия (АСТ). Двете територии се самоуправляват по начин, сходен на отделните щати, но федералното правителство може да прави всякакви преки промени, независимо от становището на местното управление. От друга страна федералното законодателство важи само в тези части на австралийските щати, които са определени в раздел 51 на Австралийската конституция; щатският парламент има право на собствено законодателство и контролира училищата, полицията, местните съдилища, градския транспорт и пътната инфраструктура, както и управлението в отделните селища.
Всички щати с изключение на Куинсланд имат двукамарни парламенти; в двете територии парламентите са еднокамарни. Австралийските щати са суверенни образувания, но част от правомощията им се определят от федералното правителство по силата на конституцията. Долната камара е известна като Законодателно събрание, а горната камара се нарича Законодателен съвет. Начело на всеки щатски парламент стои премиер, а на териториалните – главен министър. Крал Чарлз III е представен във всеки щат от губернатор, а в Северната територия – от администратор. Във федералното правителство кралят е представен от генерал-губернатора.
Федералното правителство пряко управлява следните австралийски територии:
- Територия Джървис Бей
- Остров Рождество и Кокосови острови
- Острови Ашмор и Картие
- Коралови острови
- Острови Хърд и Макдоналд
- Австралийска антарктическа територия

Остров Норфолк също спада към федерално управляваните територии, но от 1979 г. се ползва с определена автономия и има собствено законодателно събрание.

## Стопанство
Австралийската икономика е просперираща пазарна икономика по западен образец, с брутен вътрешен продукт на глава от населението малко по-висок от този на Великобритания, Франция и Германия.
Развита е промишлено-аграрната структура, като важно значение имат чуждестранните капитали (американски, английски, японски). Стопанството на Австралия се доминира от сектора на услугите (68% от БВП), но 65% от износа на страната е зает от минния сектор и селското стопанство (сумарно 8% от БВП).
Земеделието има многоотраслова структура в различните специализиращи райони. По обща стойност на изнесените земеделски култури страната отстъпва само на САЩ.
Тук животновъдството е водещо, като подотрасълът овцевъдство извежда Австралия на първо място по производство и износ на вълна в света. Значителен е броят на едрия рогат добитък, свинете, конете, камилите и птиците. Много добре е развит и риболовът.
От растениевъдството най-добре е развито отглеждането на пшеница – най-вече в предпланинските райони на Австралийските Алпи, югоизточните и югозападните части. Отглеждат се и банани, зеленчуци, цитрусови плодове, ябълки, праскови, грозде. Само 6% от земята е обработваема. Австралия е крупен износител на месо, млечни продукти, вълна и пшеница.
Най-големите търговски партньори на Австралия са САЩ, Япония, Англия. Страната развива както пасивен, така и активен туризъм с многобройните си природни и исторически забележителности.

### Промишленост
Благодарение на значителните запаси от енергийни и минерални суровини, важна роля в австралийската икономика играе добивната промишленост. Сред добиваните природни ресурси са желязна, уранова и манганова руда, въглища, нефт, газ, боксити, живак, цирконий и др., заради които страната е сред водещите в света.Tя е на второ място в света по добив на злато. Това е предпоставка за добре развити химична, електротехническа и металургична промишленост с местни суровини (Нов Южен Уелс и Куинсланд).
Австралия е сред първите в света и по производство на олово и цинк на човек от населението. Злато се добива в западните части, а боксит – на полуостров Кейп Йорк. В машиностроенето водещи са автомобило- и корабостроенето, производството на земеделски машини и радиоелектрониката.
Важни откроени центрове са Сидни, Мелбърн, Аделейд, Брисбейн. Нефтохимията, производството на минерални, химически торове, киселини и соди се развива в Пърт, Мелбърн, Брисбейн. Развити са и други икономически отрасли като електроника, текстилната и хранително-вкусовата промишленост и др., голяма част от произведеното от тях се изнася.

### Транспорт
Австралийският континент разполага с голяма територия и малко население. Отдалечеността на стопанските центрове налага развитието на транспорта, като с най-голямо значение за земеделието са тръбопроводният, морският и железопътният, а за превоз на пътници – автомобилният.
Транспортната мрежа е най-развита в югоизточната част на страната. Особено важен е и въздушният транспорт, но той е голям замърсител.

## Култура
При общуването хората използват различни езици и диалекти (около 250). През 1967 г. след промени в законите аборигените стават пълноправни граждани на Австралийския съюз. Въпреки това те все още живеят по-бедно и средно с 15 години по-малко, отколкото останалите австралийци. Битът и културата на хората в Австралия представляват оригинално съчетание между традиции и съвременност.

### Спорт
- Един от австралийските национални спортове е австралийският футбол. Създаден е в средата на XIX век и е наследник на келтския футбол. Освен в Австралия, той се играе единствено в Папуа-Нова Гвинея.
- В Австралия се провежда един от четирите най-престижни турнира по тенис – Australian Open.
- Австралия е дългогодишен домакин на Формула 1.

### Музика
Класическата музика в Австралия има особено силно присъствие благодарение на световноизвестните симфонични оркестри в Сидни, Мелбърн и Тасмания, на Австралийския младежки хор и на Австралийския камерен оркестър.
Местната кънтри музика, която е силно повлияна от американската, се ползва с особено голяма популярност в Южна Австралия. В Тамуърт, Нов Южен Уелс, всяка година се провежда най-големият в страната фестивал за кънтри музика. Сред най-известните австралийски кънтри изпълнители са Слим Дъсти, Джой МакКийн, Оливия Нютън-Джон, Джон Уилямс, Кийт Ърбън, Лий Кърнаган и Кейси Чеймбърс.
Австралийската рок музика се дели на няколко вълни, разпределени в десетилетията, като с най-съществено значение за съвременния облик на световната музика има третата вълна, започнала в края на 70-те. Местната рок култура добива особена популярност извън Австралия благодарение на групи като AC/DC, Nick Cave and the Bad Seeds, INXS, Silverchair. Четвъртата вълна се характеризира с възникването на множество инди рок групи. С осъществени продажби на 200 милиона копия от албумите си AC/DC се счита за най-успешната австралийска група на всички времена.
Най-ярките представители на съвременната австралийска поп сцена са сестрите Кайли и Дани Миноуг, Натали Имбрулия, Миси Хигинс, Сиа Фърлър, Savage Garden и The Veronicas. Кайли Миноуг е втората най-успешната австралийска изпълнителка на всички времена, задмината единствено от Оливия Нютън-Джон. Електронната сцена в Австралия е представена от групи като Pendulum, The Presets, Empire of the Sun, Pnau, Cut Copy, Midnight Juggernauts, Van She и Chase Atlantic.